# 2-га ударна армія (СРСР)
Дру́га уда́рна а́рмія (2 УА) — загальновійськова армія у складі Збройних сил СРСР під час Німецько-радянської війни.

## Історія

### Перше формування
Армія сформована директивою Ставки Верховного Головного Командування №004097 від 24 жовтня 1941 року у Приволзькому військовому окрузі як 26-та резервна армія. Армія нараховувала 7 стрілецьких і 2 кавалерійські дивізії. Командувачем армії був генерал-лейтенант Г. Г. Соколов. У ході битви під Москвою армія була передислокована під Коломну, а більшість її з'єднань було передано іншим арміям. 
18 грудня 1941 року армія була включена у склад Волховського фронту. 25 грудня 26-та армія була перейменована у 2-гу ударну армію. Але армія була «ударною» тільки по назві. У склад армії входили 7 стрілецьких бригад, 327-ма стрілецька дивізія та лижні батальйони. По своїй силі 2-га ударна армія дорівнювала стрілецькому корпусу.
У січні 1942 року армія взяла участь у Любанській операції. 13 січня з величезним втратами 2-га ударна армія форсувала ріку Волхов і зайняла плацдарм на її західному березі у районі села М'ясний Бір. У ході кривавих боїв армія пройшла 75 км на захід. У прорив було введено 13-й кавалерійський корпус генерал-майора М. І. Гусєва. Кавалеристи по пояс у снігу дійшли до станції Любань, але взяти її не змогли.
Наступ 54-ї армії Ленінградського фронту на зустріч 2-й ударній армії провалився, а інші армії Волховського фронту не змогли розширити наступ і допомогти їй. Війська 2-ї ударної армії, яку тепер очолював генерал-лейтенант М. К. Кликов, зав'язали у болотах, з усіх сторін оточені німецькими військами. В армії почався голод. 
У квітні 1942 року 2-гу ударну армію очолив генерал-лейтенант А. А. Власов. В 2-й ударній армії на той час майже закінчилися снаряди, солдати голодували, з'явилися випадки канібалізму. 
Верховне командування затягувало відхід армії з Любанського виступу. Лише 12 травня почався поступовий відхід армії. Але німецькі війська завчасно помітили це і атакували армію. 30 травня німці перерізали коридор біля М'ясного Бору і повністю оточили 2-гу ударну армію. До 26 червня 1942 року точилися бої по деблокаді оточених військ. Більша частина 2-ї ударної армії загинула у так званій «Долині смерті» біля М'ясного Бору. 

### Післявоєнний час
2-га ударна армія до січня 1946 залишалася на північному сході Німеччини (штаб — м. Шверін), після чого у повному складі була виведена в Радянський Союз, де на її базі був сформований Архангельський військовий округ. До її складу до того часу входили 3 стрілецьких корпуси (9 дивізій). З них з управлінням армії до Архангельська убув 116-й стрілецький корпус та його дивізії, 109-й ск (101-ша гвардійська, 46-та і 372-га) передислокувався на Північний Кавказ, а 134-й ск (102-га гвардійська, 90-та і 272-га стрілецькі дивізії) — у Воронезькому окрузі.

#### Командування
- Командувачі:
  - генерал-лейтенант Соколов Г. Г. (грудень 1941 — січень 1942);
  - генерал-лейтенант Кликов М. К. (січень — квітень 1942);
  - генерал-лейтенант Власов А. А. (квітень — липень 1942);
  - генерал-лейтенант Кликов М. К. (липень — грудень 1942);
  - генерал-лейтенант Романовський В. 3. (грудень 1942 — грудень 1943);
  - генерал-лейтенант з жовтня 1944 генерал-полковник Федюнинський І. І. (грудень 1943 — до кінця війни);